# Final del Grand Slam de ajedrez

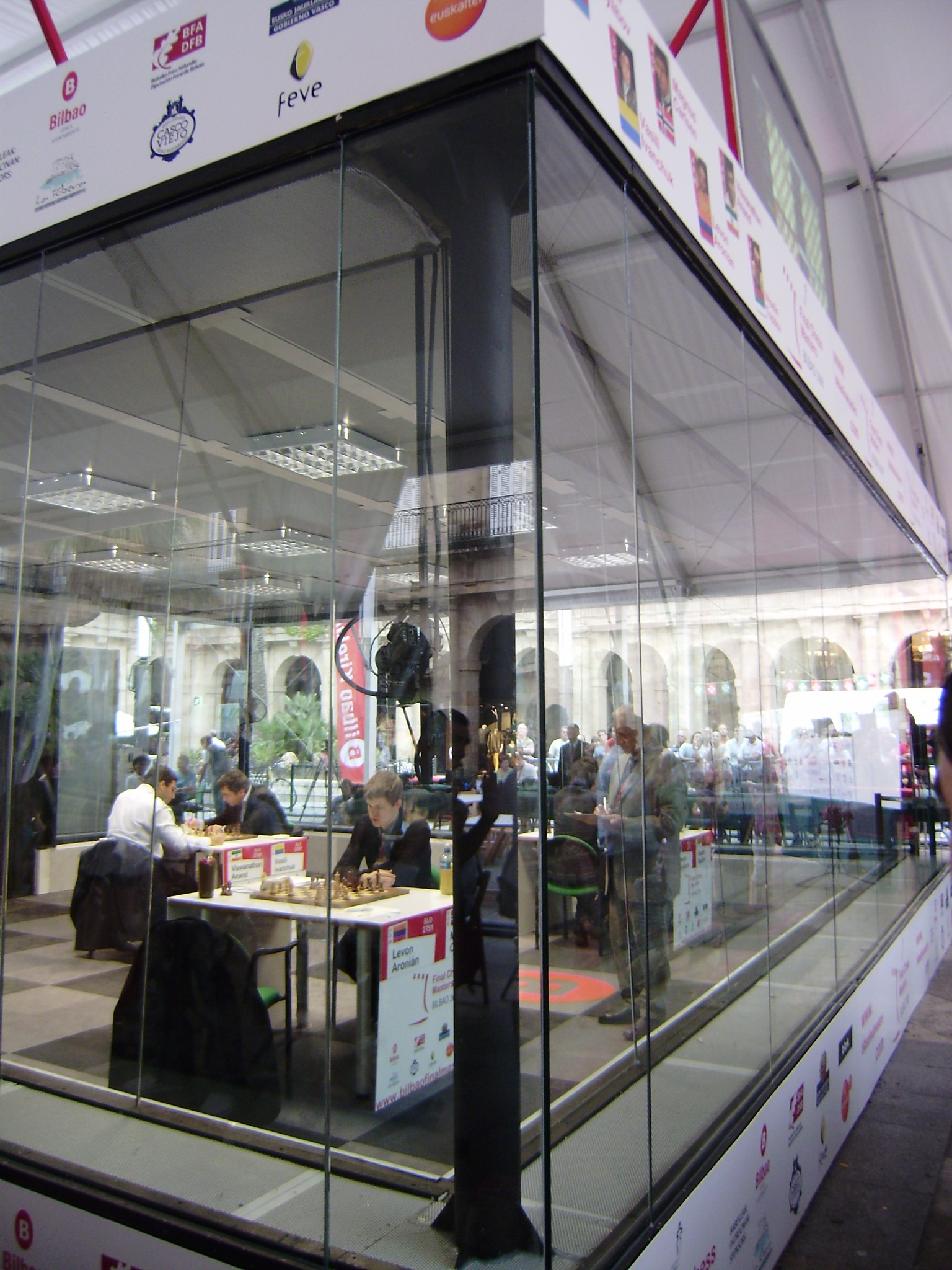
Final del Grand Slam de ajedrez en Plaza Barria, Bilbao

La Final del Grand Slam de ajedrez es un torneo de ajedrez, que se celebró por primera vez del 2 al 14 de septiembre de 2008 en Bilbao, España.
Posee una bolsa de premios de 400.000 euros. El ganador recibe 150.000 , por lo que es el mayor premio de todos los torneos del mundo, si exceptuamos el Campeonato del mundo de ajedrez de la FIDE.
Participaron 6 jugadores, los ganadores de 4 torneos (Corus, Linares, Sofía y China) y 2 invitados, por haber ganado otro torneo de primera línea mundial o por invitación especial de la organización.

## Clasificación final
El sistema de juego fue de liga a doble vuelta. Finalmente se hizo con el triunfo Veselin Topalov, con cuatro puntos de ventaja sobre el segundo clasificado, Magnus Carlsen.
1. Veselin Topalov. 17 puntos.
2. Magnus Carlsen. 13 puntos.
3. Levon Aronian. 13 puntos.
4. Vassily Ivanchuk. 12 puntos.
5. Teimour Radjabov. 10 puntos.
6. Viswanathan Anand. 8 puntos.